# Філоненко Петро Євдокимович
Петро́ Євдоки́мович Філо́ненко (12 липня 1912 — 10 квітня 1971) — радянський військовик часів Другої світової війни, заступник командира 392-го окремого саперного батальйону 232-ї стрілецької дивізії (38-ма армія, Воронезький фронт), капітан. Герой Радянського Союзу (1944).

## Біографія
Народився 12 липня 1912 року на станції Знам'янка (нині місто Кіровоградської області) в родині залізничника. Українець. Після закінчення школи працював у депо станції Знам'янка, згодом — у Кропивницькому.
До лав РСЧА призваний у 1933 році. Закінчив військове піхотне училище і КУКС у 1936 році. Учасник радянсько-фінської війни 1939—1940 років. Член ВКП(б) з 1939 року.
Учасник німецько-радянської війни з червня 1941 року. Воював на Південно-Західному, Брянському, Воронезькому і 2-му Українському фронтах.
Особливо капітан П. Є. Філоненко відзначився під час форсування Дніпра. 3 жовтня 1943 року, розвідавши місце для переправи поблизу Вишгорода, зі взводом саперного батальйону вийшов до місця переправи, на двох рибальських човнах переправився з одним відділенням на правий беріг і зайняв оборону, чим сприяв більш безпечній переправі передових загонів. У подальшому відшував 11 рибальських човнів і на них, попри безперервний кулеметно-артилерійський вогонь супротивника, переправляв на західний беріг передові підрозділи дивізії, посилюючи темп форсування. Залишив переправу лише після отримання важкого поранення.
Після одуження майор П. Є. Філоненко командував 100-м інженерно-саперним ордена Червоної Зірки батальйоном 4-ї інженерно-саперної Уманської Червонопрапорної ордена Б. Хмельницького бригади.
Після війни продовжив військову службу в ЗС СРСР. У 1957 році підполковник П. Є. Філоненко вийшов у відставку. Мешкав у Кишиневі, де й помер після важкої хвороби 10 квітня 1971 року.

## Нагороди
Указом Президії Верховної Ради СРСР від 10 січня 1944 року за зразкове виконання бойових завдань командування на фронті боротьби з німецькими загарбниками та виявлені при цьому відвагу і героїзм, капітанові Філоненку Петру Євдокимовичу присвоєне звання Героя Радянського Союзу з врученням ордена Леніна і медалі «Золота Зірка».
Також був нагороджений двома орденами Червоного Прапора (23.01.1945, …), орденом Вітчизняної війни 1-го ступеня (29.04.1944), двома орденами Червоної Зірки (23.10.1943, …) і медалями.